# Petar Zrinski (minolovac)
Petar Zrinski (ranije Inn) bio je riječni trgovački brod 1944. preinačen u pomoćnog minolovca za potrebe Mornarice NDH. U sastavu riječne mornarice je bio od srpnja do 23. listopada 1944., kad je potonuo kod Vukovara. Nakon rata služio je kao riječni trgovački brod pod imenom "Rijeka".